# Riourik
Pour les articles homonymes, voir Riourik (homonymie).
Riourik (en russe et en ukrainien : Рюрик, en vieux russe : Рю́рикъ et en vieux norrois : Rørik), parfois également appelé Riurik, Rurik ou encore Rourik, est un prince varègue de la Rus' de Kiev (né aux environs de 830 et mort en 879) qui règne de 862 à 879. Il est le premier prince de Novgorod et fondateur de la dynastie riourikide qui règne sur la Rus' de Kiev puis la Moscovie de 862 à 1598.

## Une origine incertaine
Il existe plusieurs théories concernant l'origine de ce personnage. Quatre d'entre elles retiennent particulièrement l'attention des chercheurs.

### La théorie danoise
L'un des hommes qui a pu être le Riourik, prince de Novgorod, est Riourik de Jutland, également appelé Riourik de Frise. Il est le frère (ou le cousin) du roi danois Harald Klak. Le nom de Riourik est mentionné pour la première fois en 845, lors d'attaques par des groupes de pillards de la Frise ainsi que d'autres villes du Rhin. L'empereur Lothaire Ier est obligé de lui céder Dorestad en contrepartie il se fait baptiser. Il participe en 855 à une expédition malchanceuse dans le Jutland afin de s'emparer du trône vacant après la mort du roi Horik Ier. On retrouve une note de 882 concernant le don de la Frise à Gotfrid, ce qui laisse supposer la mort ou le départ de Riourik.
Cependant il n'existe aucune archive sur des voyages éventuels de Riourik à l'est de la Baltique, son lien avec Riourik de Novgorod est essentiellement linguistique : ses possessions se situant dans la province de Rustr (actuellement Rustringen à la frontière des Pays-Bas et de l'Allemagne) cela pourrait être une explication concernant le nom sous lequel ses hommes se présentèrent en Russie (Rustres, proche de Rus).

### La théorie suédoise
La théorie suédoise lie Riourik de Novgorod au Danois Erik Emudarsson, roi de Uppsala en Suède. Un scalde (poète) islandais, Snorri Sturluson, cite ses nombreux voyages « en Estlande, Courlande, Finlande et Austerland où il eut de nombreuses terres ». L'Austerland était un nom fréquemment utilisé par les Scandinaves pour définir les terres à l'est de la Baltique, en Russie actuelle.

### La théorie prusso-balte
Cette théorie fut avancée par Gerbentschtein, ambassadeur de l'Autriche en Moscovie au XVIe siècle : il nota que certains peuples de la Baltique, appelés Vénédes par leurs voisins germaniques et scandinaves, se qualifiaient eux-mêmes de Vagres. Il avança que les Slaves de l'époque auraient plus facilement accepté d'être régis par un Vagre, proche linguistiquement et culturellement d'eux, que par un Varègue. Cette théorie fut également défendue par Lomonossov qui nota que les Slaves appelaient leurs voisins prusses « Rus », évoquant un Riourik issu du Niémen. Cette théorie est également reprise par L'histoire de Kazan dont l'authenticité est incertaine : « Les Novgorodiens, imprudents, firent appel à un Kniaz des terres prusses et lui offrirent leurs terres pour qu'il les dirige ».

### La théorie finnoise-slave
Cette théorie présente un Riourik varègue, fils d'un père inconnu, régnant sur quelques terres en Finlande. Son seul lien avec le Riourik de Novgorod est son mariage possible avec Umila, la fille de Gostomisl, un personnage étroitement lié à ce dernier.
Aucune des théories ne fait mention des hypothétiques frères de Riourik, Sineous et Trouvor. Selon certaines théories, ils auraient été ses compagnons d'armes plutôt que ses frères au sens biologique.

## Arrivée au pouvoir

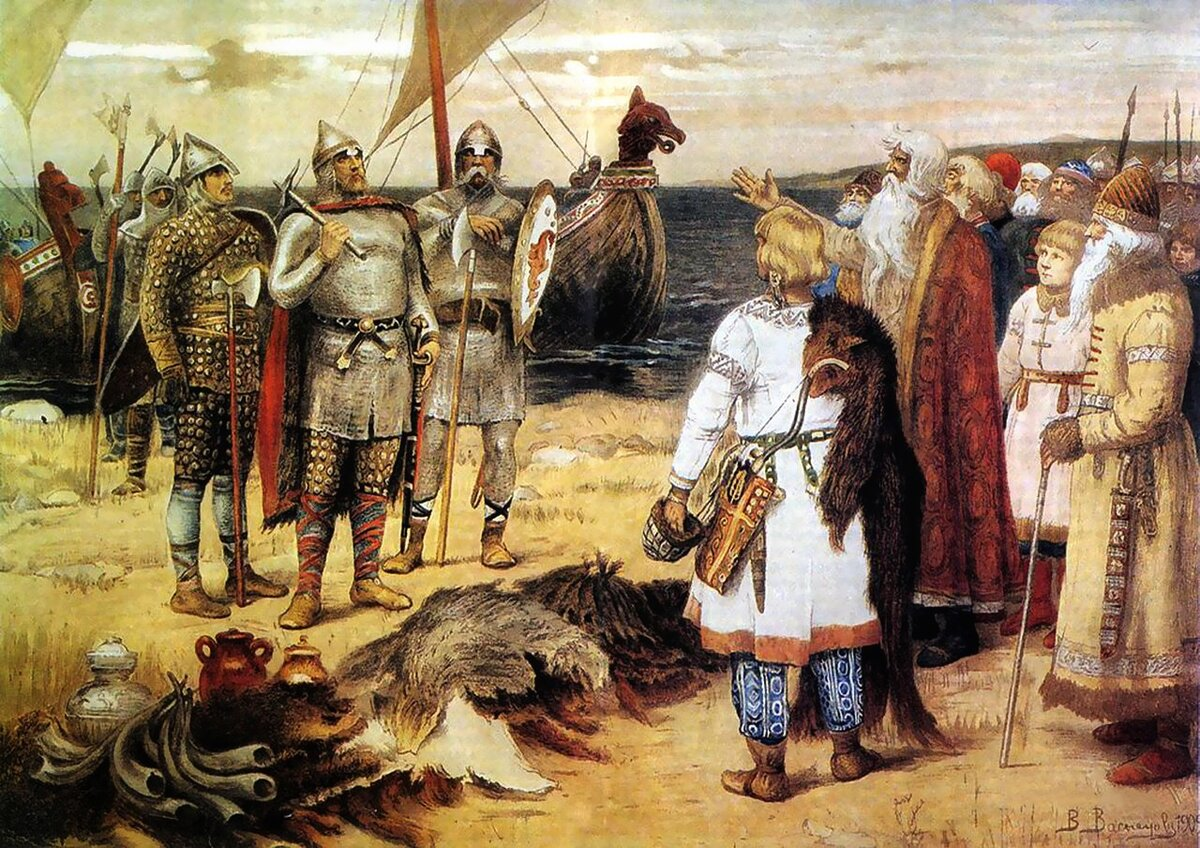
Riourik et ses frères arrivent au bord du lac Ladoga, Viktor Vasnetsov (1848-1926).

Les circonstances de l'arrivée de Riourik au pouvoir ne sont pas précisément connues. Selon les chroniques historiennes, il est, avec ses frères Sineous et Trouvor, appelé à régner sur Novgorod et ses villes vassales, Staraïa Ladoga, Beloozero et Izborsk, par une assemblée de chefs de tribus désirant recourir à un chef qui fût « vierge » de toutes les rancunes que les différentes familles se vouaient les unes aux autres, et admiratifs devant les savoirs des Vikings dans les domaines militaire et scientifique. L'idée de faire appel à un dirigeant étranger n'est pas choquante pour l'époque : il y a eu plusieurs cas similaires notamment en Pologne ou à Venise. Cependant, cette version a été remise en cause par de nombreux historiens :
- pour les historiens qui remettent en cause l'authenticité des chroniques, Riourik a pu tout simplement conquérir les différentes villes et s'autoproclamer prince sans le consentement des chefs slaves. De même sans remettre en cause l'ensemble des chroniques, certains historiens estiment que Nestor a pu présenter la conquête de Riourik comme la réponse à un appel afin d'effacer l'humiliation de la défaite ;
- fortement politisée, l'approche des historiens de l'Allemagne nazie, qui présentait l'appel de Rurik au pouvoir comme une preuve évidente de l'incapacité des Slaves à se diriger seuls et à accepter la domination germanique, a provoqué une réaction des historiens soviétiques, qui remettaient en cause l'existence même de Riourik, ou le présentaient comme un chef slave issu d'une assemblée, se basant sur le fait qu'aucun pays de l'époque n'accepterait un chef de langue, culture et religion différentes à sa tête. Cependant, cette théorie est invalidée par le fait que les Slaves du nord et les Varègues de l'est avaient de forts liens culturels, notamment au niveau de la religion (plusieurs dieux similaires comme Thor et Péroun), ainsi qu’au niveau culturel : les Varègues servant souvent comme mercenaires dans les terres slaves, beaucoup étaient payés en terres, et finissaient par s'y sédentariser et se « slaviser ». De même, alors que les Varègues utilisent régulièrement le réseau fluvial slave pour joindre Constantinople, il n'est fait nulle part mention du fait qu'il y ait eu une incompréhension linguistique et, par ailleurs, les Slaves du nord utilisaient probablement un alphabet proche de l'alphabet runique scandinave. Ces faits invalident également les théories nazies qui présentent un Riourik allemand, ou fortement germanisé.

Les dates de son arrivée au pouvoir varient également selon les sources, entre 852 et 875.

### Sa vie

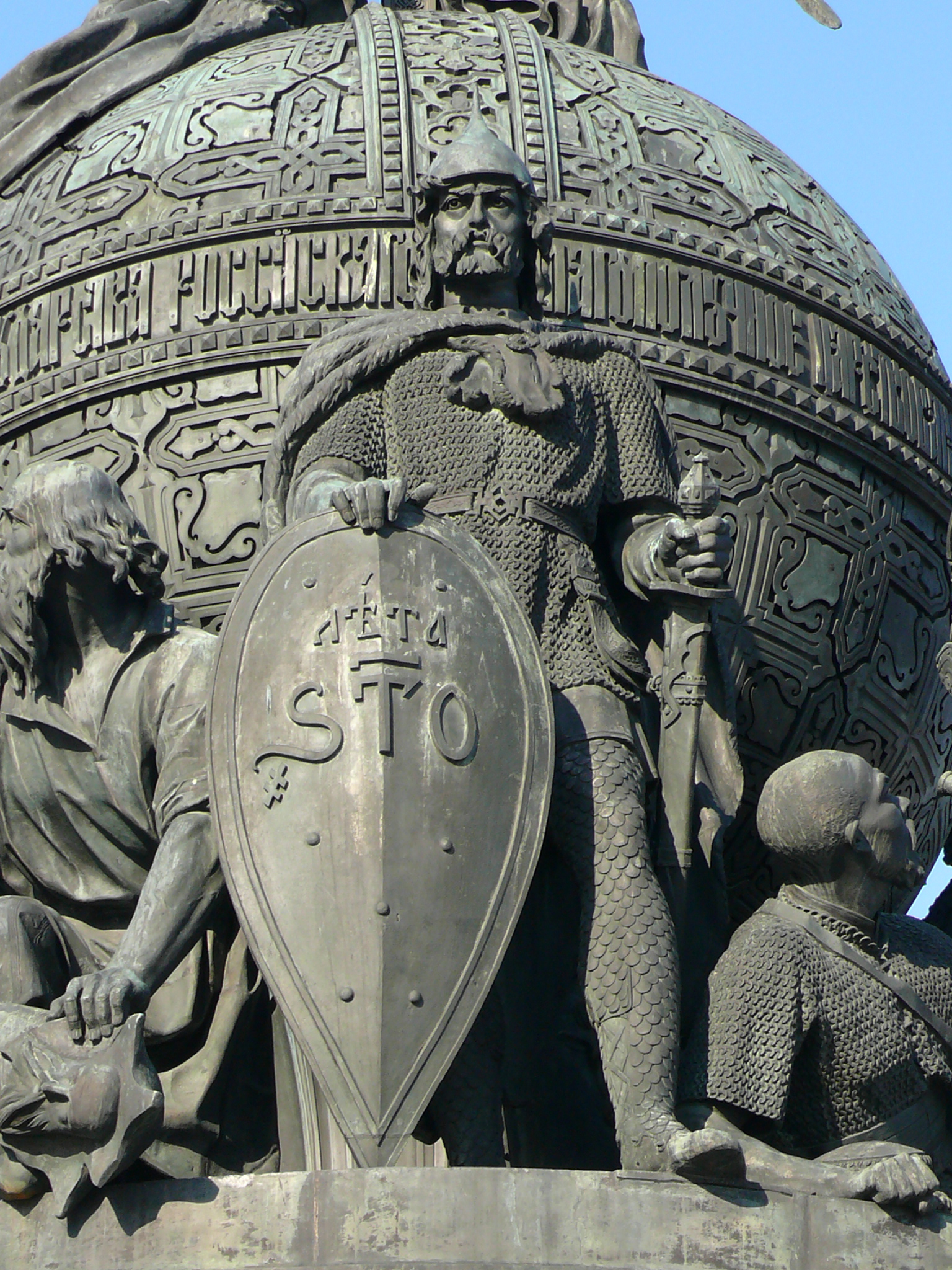
Riourik sur le monument du millénaire à Novgorod, célébrant son arrivée dans la ville.

Une fois installé au pouvoir à Novgorod, Izborsk et Ladoga, Riourik entreprend d'unifier la Russie du nord et de l'est. Il s'empare de Mourom, de Polotsk et de Rostov, ainsi que d'autres villes moins importantes. Bien qu'il ne soit pas sûr qu'il en soit à l'origine, une réforme débute dans l'ensemble des villes slaves qui évoluent d'une société tribale vers une société féodale : les chefs de clans ne règnent plus uniquement sur leur famille mais s'entourent de « droujinas », nobles vassaux, servant de cavalerie lourde sur les champs de bataille. Sous l'influence des Varègues, une révolution technologique a également lieu, comme en navigation (création de « ladyas », navires similaires aux drakkars) et en métallurgie.
Il serait mort en 879 à Novgorod où son corps est brûlé selon les rites païens, en laissant au pouvoir son fils Igor âgé de neuf ans sous la tutelle du régent Oleg qui achève l'unification de la Rus' de Kiev.

### Personnage ou symbole?
Le débat autour de Riourik est largement supérieur aux faits accomplis par le personnage. Oublié par l'histoire pendant assez longtemps, il redevient un symbole en Moscovie, où il est considéré comme un visionnaire qui tenta d'unifier la Russie avant l'heure, ce qui le hisse au panthéon de dirigeants ayant les mêmes objectifs comme Ivan III. Arrivé au pouvoir à une époque où le système slave est en train d'évoluer pour devenir la puissance majeure que sera la Rus' de Kiev, il en récolte les bénéfices, alors que son implication est toujours débattue par les historiens. Cependant, qu'il ait été un réformateur de génie et un visionnaire ou un simple opportuniste, il est un symbole majeur des Russies anciennes.

## Galeries

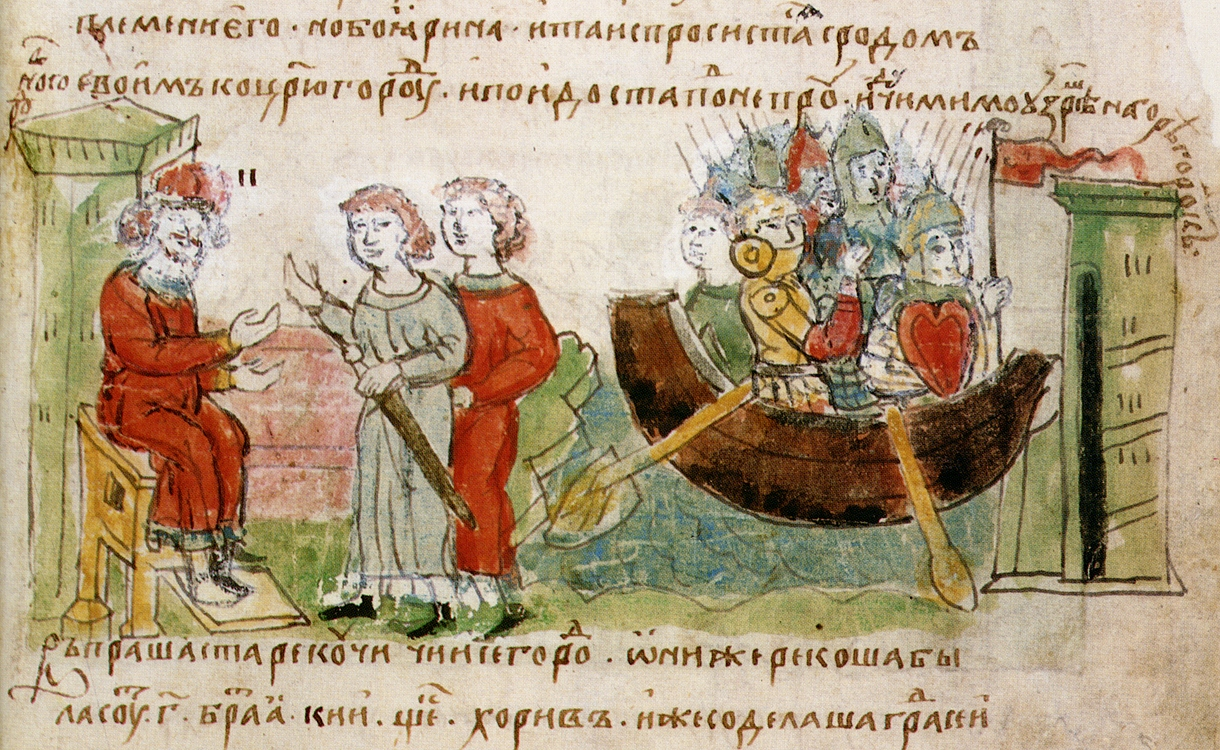
Riourik rencontrant les frères Askold et Dir (Chronique des Radziwiłł).
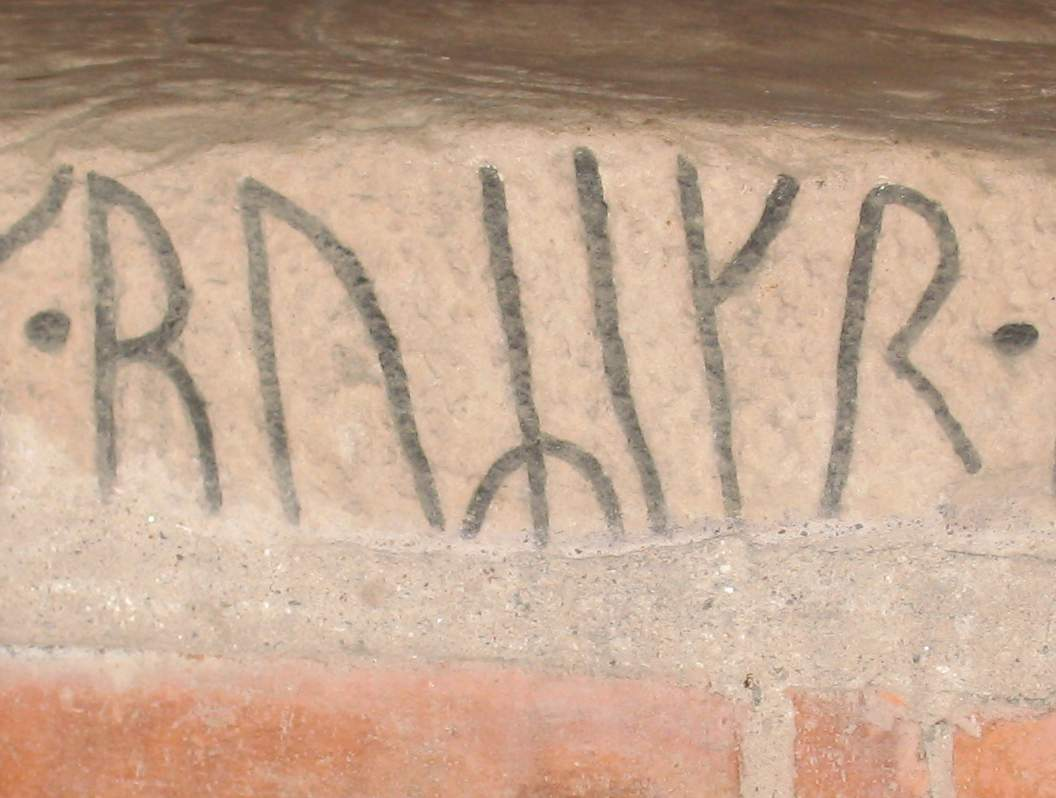
Riourik écrit en alphabet runique sur une pierre utilisée pour la construction d'une église de Norrsunda (Norrsunda kyrka) dans l'Uppland (Suède).
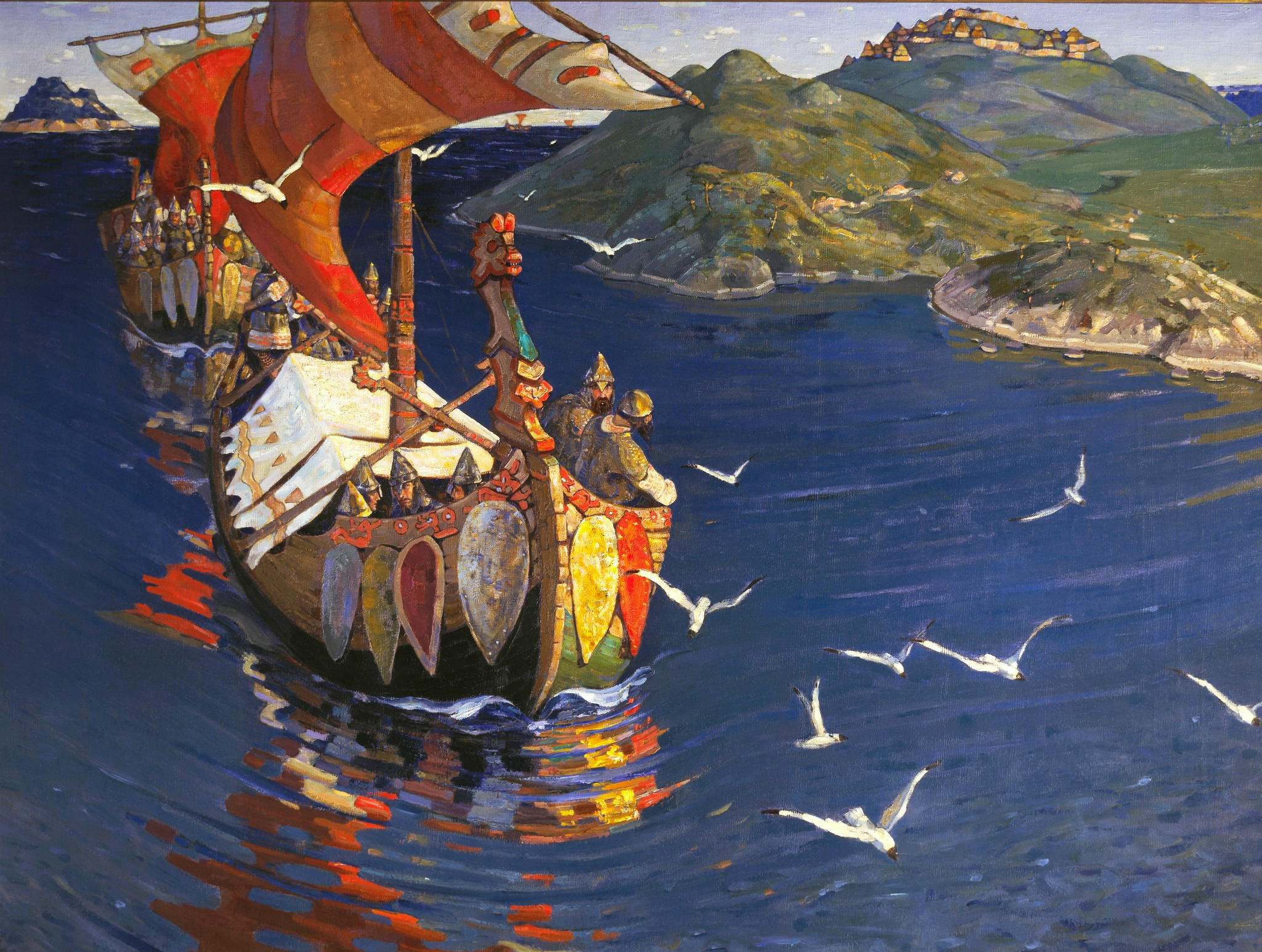
Riourik dans un tableau intitulé Les visiteurs d'outre-mer.

## Dans la culture populaire
Riourik apparaît comme personnage principal de sa propre campagne dans le jeu vidéo Ancestors Legacy.
Ses deux frères, Sinéous et Trouvor sont également présents